# Anton Barticevic
Anton Barticevic, född 2 maj 1906, var en friidrottare från Chile. Han deltog vid olympiska sommarspelen 1936.